# First Story
Albums de Sayuri Sugawara
Open the Gate
(2012)
Singles
First Story est le premier album de Sayuri Sugawara, une chanteuse de pop japonaise. Il est sorti le 27 janvier 2010, et s'est vendu à plus de 10 000 exemplaires[réf. souhaitée] se classant ainsi à la quatorzième position des charts Oricon[réf. souhaitée]. Il se compose en tout de quatorze pistes, dont deux duos avec le chanteur FEROS.

## Pistes
| No  | Titre                             | Durée |
| --- | --------------------------------- | ----- |
| 1.  | Arigatou feat. FEROS (ありがとう) | 4:38  |
| 2.  | Kimi ni Okuru Uta (キミに贈る歌)  | 4:27  |
| 3.  | Is This Love?                     | 4:45  |
| 4.  | Kimi ga Iru Kara (君がいるから)   | 5:53  |
| 5.  | It's My Life                      | 3:22  |
| 6.  | Ano hi no Yakusoku (あの日の約束) | 5:03  |
| 7.  | alone...                          | 4:52  |
| 8.  | Suriru (スリル)                   | 4:22  |
| 9.  | Eternal Love                      | 4:35  |
| 10. | Sakura no Michi (桜のみち)        | 5:11  |
| 11. | Koi (恋)                          | 3:57  |
| 12. | Suupaasutaa☆ (スーパースター☆)    | 4:14  |
| 13. | Destiny feat. FEROS <haru Ver.>   | 4:45  |
| 14. | ALWAYS                            | 4:43  |